# Jadwiga Pankowska
Jadwiga Pankowska (ur. 1905 w Ciechanowie, zm. 26 sierpnia 1944 w Warszawie) – polska urzędniczka, żołnierz Armii Krajowej, dama Krzyża Srebrnego Virtuti Militari.

## Życiorys
Urodziła się ok. 1906 r., bliższa data nie jest znana. Pracowała jako urzędniczka Administracji Lasów Państwowych w Warszawie. 
Po wybuchu II wojny światowej od jesieni 1939 r. związała się z organizacjami podziemnymi. Służyła jako szyfrantka w Dowództwie Głównym Służby Zwycięstwu Polski, w późniejszym okresie została przydzielona do komórki "Orkiestra" w Kancelarii Głównej  Oddziału V Związku Walki Zbrojnej.
W 1942 r. po przekształceniu ZWZ w Armię Krajową została przydzielona do komórki "Węgle", w której zajmowała się przygotowaniem poczty wychodzącej do Okręgów AK.
6 lipca 1944 r. została aresztowana w zasadzce zorganizowanej przez Gestapo w mieszkaniu konspiracyjnym przy ul. Foksal. Posiadała przy sobie dokumentację organizacyjną, która stanowiła dla Niemców jednoznaczny dowód jej działalności.
Została uwięziona na Pawiaku, następnie poddana przesłuchaniu na Szucha. Po brutalnym śledztwie została rozstrzelana 26 lipca 1944 r. w ruinach getta.
22 września 1944 r. Rozkazem Dowódcy AK nr 432 została pośmiertnie odznaczona Krzyżem Srebrnym Virtuti Militari.

## Ordery i odznaczenia
- Krzyż Srebrny Virtuti Militari,
- Krzyż Walecznych,
- Złoty Krzyż Zasługi z Mieczami.